# Витомарци
Витомарци (словен. Vitomarci) је насеље и управно средиште општине Свети Андраж в Словенских Горицах, која припада Подравској регији у Републици Словенији.
По попису становништва из 2011. године, насеље Витомарци имало је 329 становника.